# 拉西庫
拉西庫，是愛沙尼亞哈爾尤縣的一個鄉村型市镇，位於該國北部，行政中心設於阿魯屈拉。市镇面積159平方公里，2021年人口5,161，人口密度每平方公里32.5人。

## 行政管理
拉西库市镇包括两个小镇和13个村庄。